# Macropodiella pellucida
Espèce
Synonymes
- Inversodicraea pellucida Engl.[1]
- Inversodicraeia pellucida Engl.[2]
- Ledermanniella pellucida (Engl.) C.Cusset[2]

Statut de conservation UICN

 EN B2ab(iii) : En danger
Macropodiella pellucida est une espèce de plantes à fleurs de la famille des Podostemaceae.

## Distribution
Cette espèce est endémique du Cameroun. On la trouve dans les rivières de la zone côtière et des provinces du sud-ouest. C'est une plante aquatique plate, submergé, annuelle, oblate sur les rochers dans les rivières inondées.

## Description
Même si elle est déclarée stable, sa zone d'occupation reste faible, soit moins de 20 km2. Sa zone d’occurrence est très faible en raison de la proximité des villes. Elle est classée dans les espèces en voie de disparition selon UICN. Cette dernière préconise la sensibilisation, l’éducation des riverains et des intervenants.

## Synonymies
Les synonymes de cette espèces sont :
- Inversodicraceia pellucida
- Ladermanilla pellucida c. cusset.

## Biographie
- J.-P. Ghogue, Macropodiella pellucida . Liste rouge des espèces menacées de l'UICN 2010: e.T45904A11021892, 2010
- M. Cheek, BJ. Pollard, I. Darbyshire, I., J.-M. Onana et C. Wild (compilateurs et éditeurs), Les plantes de Kupe, Mwanenguba et les montagnes Bakossi, Cameroun. Une liste de contrôle de conservation, Les jardins botaniques royaux, Kew, 2004
- C. Cusset, Podostemacees-Tristichacees, dans : B. Satabie et P. Morat (éd.), Flore du Cameroun, Ministère de l'Enseignement Supérieur et de la Recherche Scientifique, Yaoundé (Cameroun), 1987, p. 51–99.